# Latinamerika

De latinamerikanska länderna i Syd- och Nordamerika.

Spansktalande länder i Latinamerika.

Latinamerika är en kulturgeografisk region som består av länder i Sydamerika, Centralamerika och Nordamerika där latinska dotterspråk (i det här fallet spanska, portugisiska och franska) talas (dock räknas inte Kanadas fransktalande provins Québec in). Detta innefattar nästan hela Syd- och Centralamerika samt Mexiko och ett antal östater i Västindien.
Namnet började användas i Frankrike för att framhäva de franska intressena i Amerika och banden mellan de fransktalande och spanskspråkiga. 1862 lät Napoleon III skicka en militärexpedition till Mexiko för att där installera en habsburgare, Maximilian av Österrike, till kejsare av Mexiko.
Latinamerika ska inte blandas samman med Iberoamerika, vilket syftar på spanskspråkiga och portugisiskspråkiga länder i Amerika. Det står också i motsats till Angloamerika – samlingsbenämningen för delar av Amerika med engelskspråkig tradition och historia.

## Geografi

### Stater i Latinamerika
Följande stater ingår i Latinamerika.
Västindien
- Dominikanska republiken
- Haiti
- Kuba
- Puerto Rico

Centralamerika
- Costa Rica
- El Salvador
- Guatemala
- Honduras
- Nicaragua
- Panama

Nordamerika
- Mexiko

Sydamerika
- Argentina
- Bolivia
- Brasilien
- Chile
- Colombia
- Ecuador
- Paraguay
- Peru
- Uruguay
- Venezuela

Följande icke självständiga område ingår:
Sydamerika
- Franska Guyana

## Ekonomi

### Jordbruk

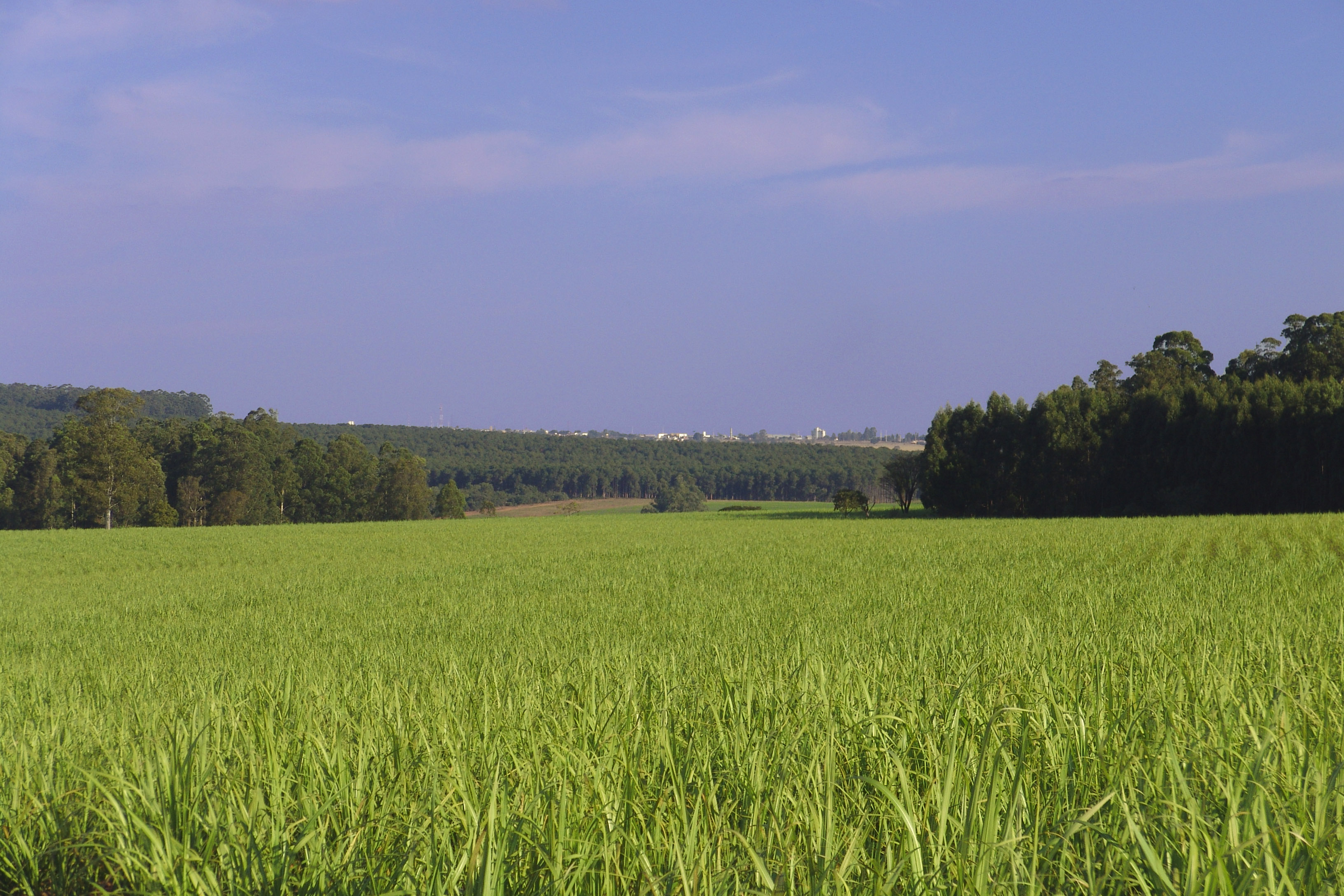
Sockerrörsplantage i Sao Paulo. År 2018 var Brasilien världens största producent med 746 miljoner ton. Latinamerika producerar mer än hälften av världens sockerrör.

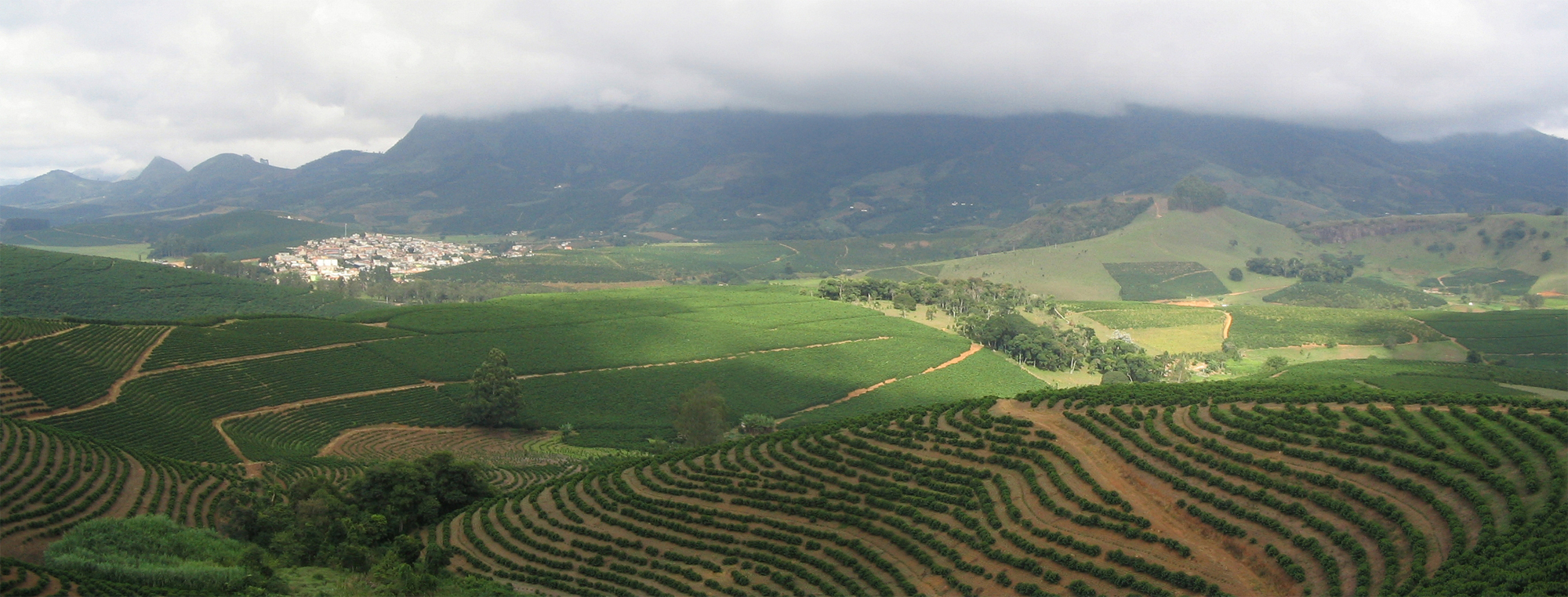
Kaffe i Minas Gerais. År 2018 var Brasilien världens största producent med 3,5 miljoner ton. Latinamerika producerar hälften av världens kaffe.

De fyra länder med det största jordbruket i Sydamerika är Brasilien, Argentina, Chile och Colombia.
- Brasilien är världens största producent av sockerrör, sojaböna, kaffe, apelsin, guarana, açaí och paranöt; är en av de 5 största producenterna av majs, papaya, tobak, ananas, banan, bomull, böna, kokosnöt, vattenmelon och citron; och är en av de 10 största producenterna i världen av kakao, cashewnötter, avokado, kaki, mango, guava, ris, sorghum och tomat.
- Argentina är en av de 5 största producenterna i världen av sojaböna, majs, solros, citron och päron, en av de tio största världsproducenterna av korn, druvor, kronärtskocka, tobak och bomull och en av de 15 största världsproducenterna av vete, sockerrör, sorghum och grapefrukt.
- Chile är en av världens fem största producenter av körsbär och tranbär och en av världens 10 största producenter av druva, äpple, kiwi och persika, med fokus på export av frukt.
- Colombia är en av världens fem största producenter av kaffe, avokado och palmolja, och en av världens tio största producenter av sockerrör, banan och ananas.
- Peru är en av de 5 största producenterna av avokado, blåbär, kronärtskocka och sparris, en av världens tio största producenter av kaffe, en av de 15 största producenterna i världen av potatis och ananas, och har också en betydande produktion av druva, sockerrör, ris, banan, majs och maniok. Dess jordbruk är anmärkningsvärt diversifierat.
- Jordbruk i Paraguay är under utveckling och är den sjätte största producenten av sojaböna i världen och går in på listan över de 20 största producenterna av majs och sockerrör.[2]

I Centralamerika sticker följande ut:
- Guatemala är en av de tio största producenterna i världen av kaffe, sockerrör, melon och naturgummi, och en av de 15 största producenter av banan och palmolja.
- Honduras är en av de 5 största producenterna av kaffe i världen och en av de tio största producenterna av palmolja.
- Costa Rica, som är världens största producent av ananas.
- Dominikanska republiken är en av de fem största världsproducenterna av papaya och avokado.

Mexiko är världens största producent av avokado, en av de fem största världsproducenterna av chilipeppar, citron, apelsin, mango, papaya, jordgubbe, grapefrukt, pumpa och sparris, och en av de 10 världens största producenter av sockerrör, majs, sorghum, böna, tomat, kokosnöt, ananas, melon och blåbär.

### Boskap

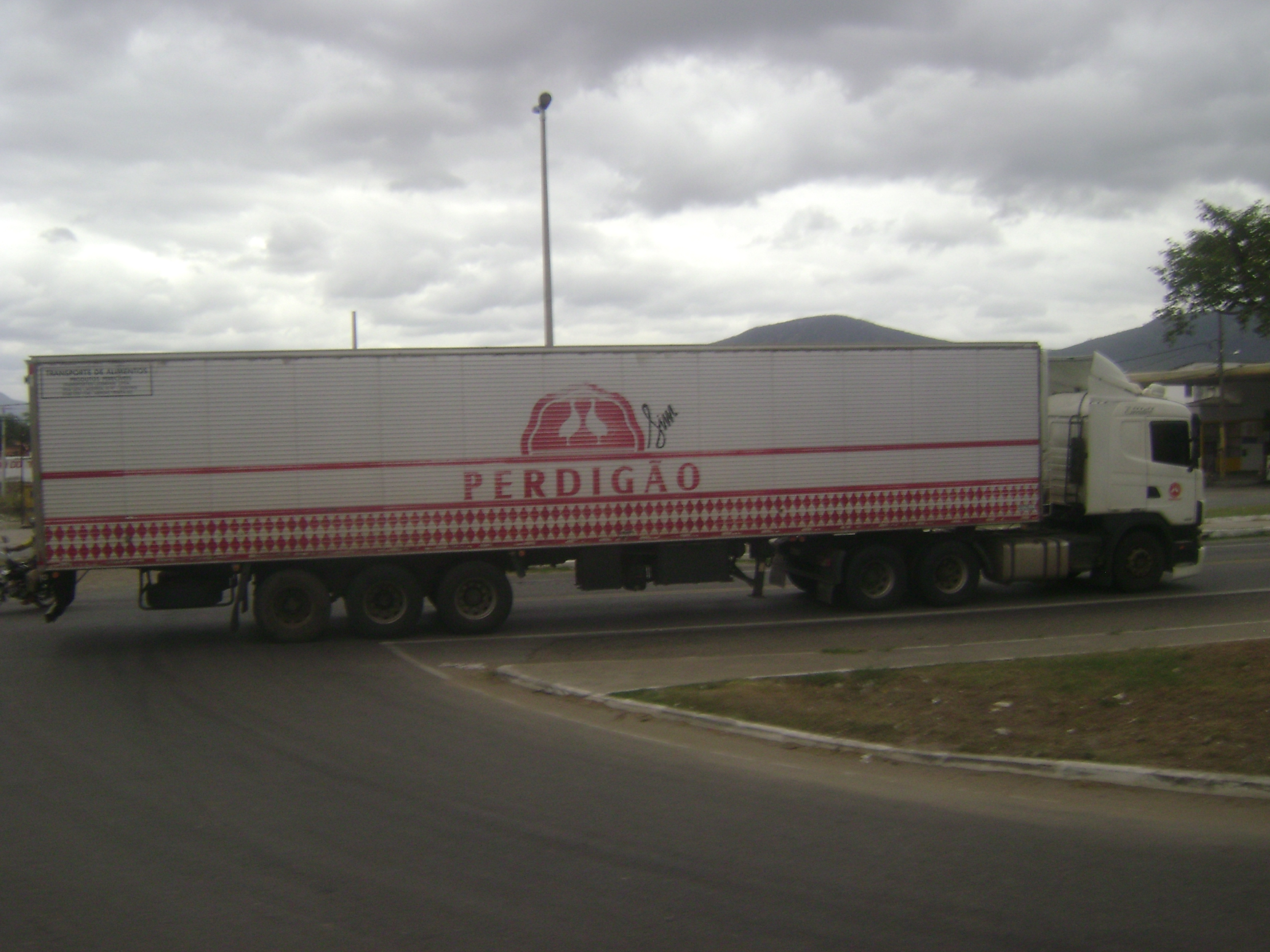
Lastbil av ett köttföretag i Brasilien. Latinamerika producerar 25 % av världens nötkött och kycklingkött.

Brasilien är världens största exportör av kycklingkött: 3,77 miljoner ton år 2019. Landet är ägare till den näst största besättningen av nötkreaturen i världen, 22,2 % av världens besättningar finns i landet. Landet var den näst största producenten av nötkött 2019 och ansvarade för 15,4 % av världsproduktionen. Det var också den tredje största producenten av mjölk i världen 2018. I år producerade landet 35,1 miljarder liter. År 2019 var Brasilien den fjärde största producenten av fläsk i världen med nästan 4 miljoner ton.
År 2018 var Argentina den fjärde största producenten av nötkött i världen med en produktion på 3 miljoner ton (efter USA, Brasilien och Kina). Uruguay är också en stor köttproducent. År 2018 producerades det 589 000 ton nötkött.
Vid produktionen av kycklingkött är Mexiko bland de tio största producenterna i världen, Argentina bland de 15 största och Peru och Colombia bland de 20 största. Vid produktion av nötkött är Mexiko en av de 10 största producenterna i världen och Colombia är en av de 20 största producenterna. Vid produktionen av fläsk är Mexiko bland de 15 största producenterna i världen. Vid produktionen av honung är Argentina bland de 5 största producenterna i världen, Mexiko bland de 10 största och Brasilien bland de 15 största. När det gäller produktion av komjölk är Mexiko bland de 15 största producenterna i världen och Argentina bland de 20.

### Gruvdrift

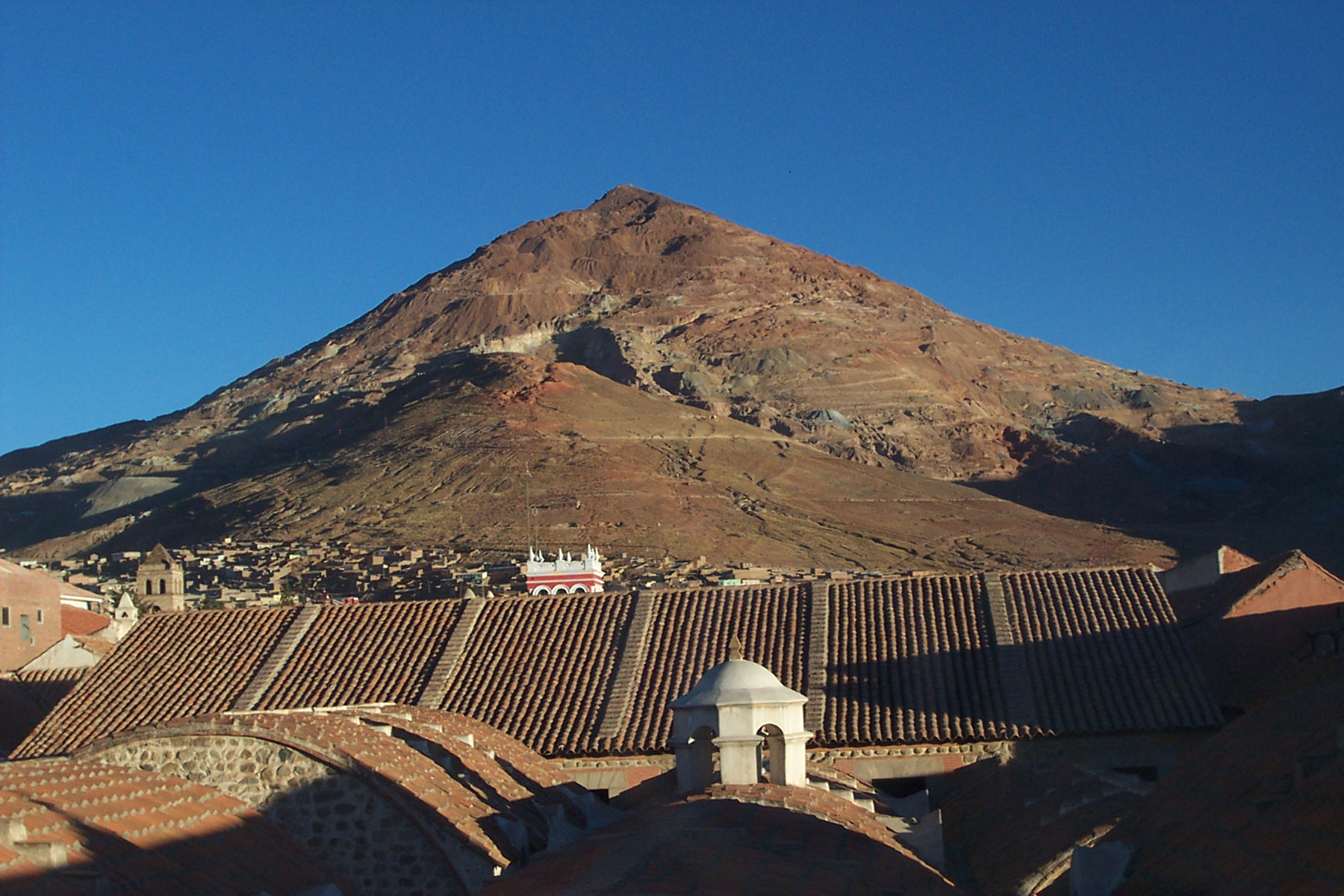
Silvergruva i Bolivia.

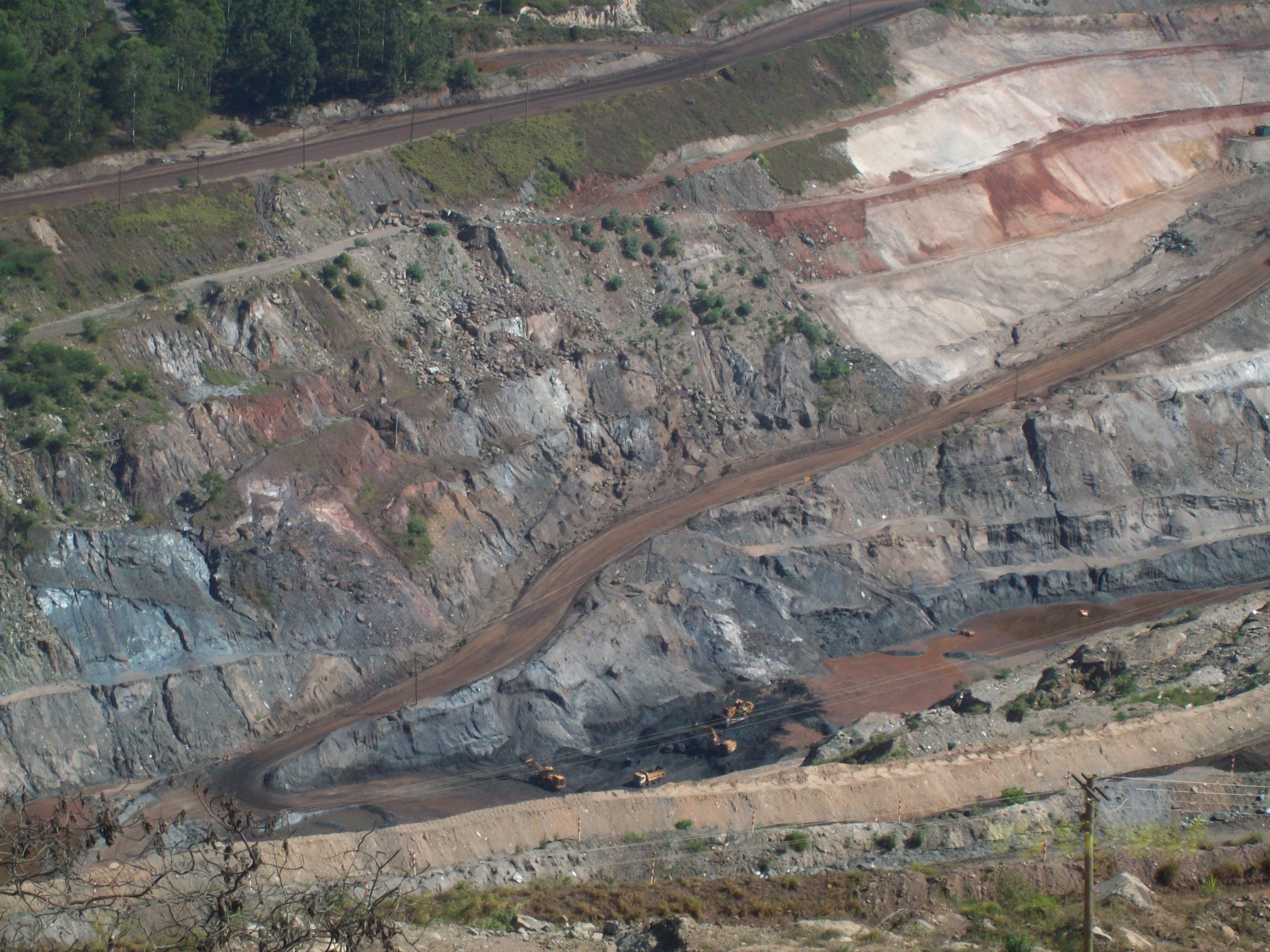
Järngruva i Minas Gerais.

Chile bidrar med cirka en tredjedel av världsproduktionen av koppar. År 2018 var Peru den näst största producenten av silver och koppar i världen och den sjätte producenten av guld (de tre metallerna som genererar mest värde), samt " är världens tredje största tillverkare av zink och tenn och fjärde av bly. Brasilien är världens näst största exportör av järnmalm, äger 98% av de kända reserverna av niob i världen och är en av världens fem bästa tillverkare av bauxit, mangan och tenn. Bolivia är världens femte största producent av tenn, den sjunde största silver producenten och den åttonde största zink producenten i världen.
Mexiko är den största producenten av silver i världen, som representerar nästan 23% av världsproduktionen och producerar mer än 200 miljoner uns år 2019. Det har också viktiga koppar och zink och producerar en betydande mängd guld.

### Olja och gas
Vid produktionen av petroleum var Brasilien den tionde världsoljeproducenten 2019 med 2,8 miljoner fat/dag. Mexiko var det tolfte största med 2,1 miljoner fat/dag, Venezuela hade den tjugoförsta platsen, med 877 000 fat/dag, Colombia var 22:a med 886 000 fat/dag, Ecuador 28:e med 531 000 fat/dag och Argentina 29:e med 507 000 fat/dag. Eftersom Venezuela och Ecuador förbrukar lite olja och exporterar större delen av sin produktion, är de en del av OPEC. Venezuela noterade en kraftig nedgång i produktionen efter 2015, då de producerade 2,5 miljoner fat/dag vilket 2016 sjönk till 2,2 miljoner, 2017 till 2 miljoner, 2018 till 1,4 miljoner och 2019 till 877 000 på grund av brist på investeringar.
Vid produktionen av naturgas, 2018, producerade Argentina 1524 bcf (miljarder kubikfot), Mexiko producerade 999, Venezuela 946, Brasilien 877, Bolivia 617, Peru 451, Colombia 379.

### Turism

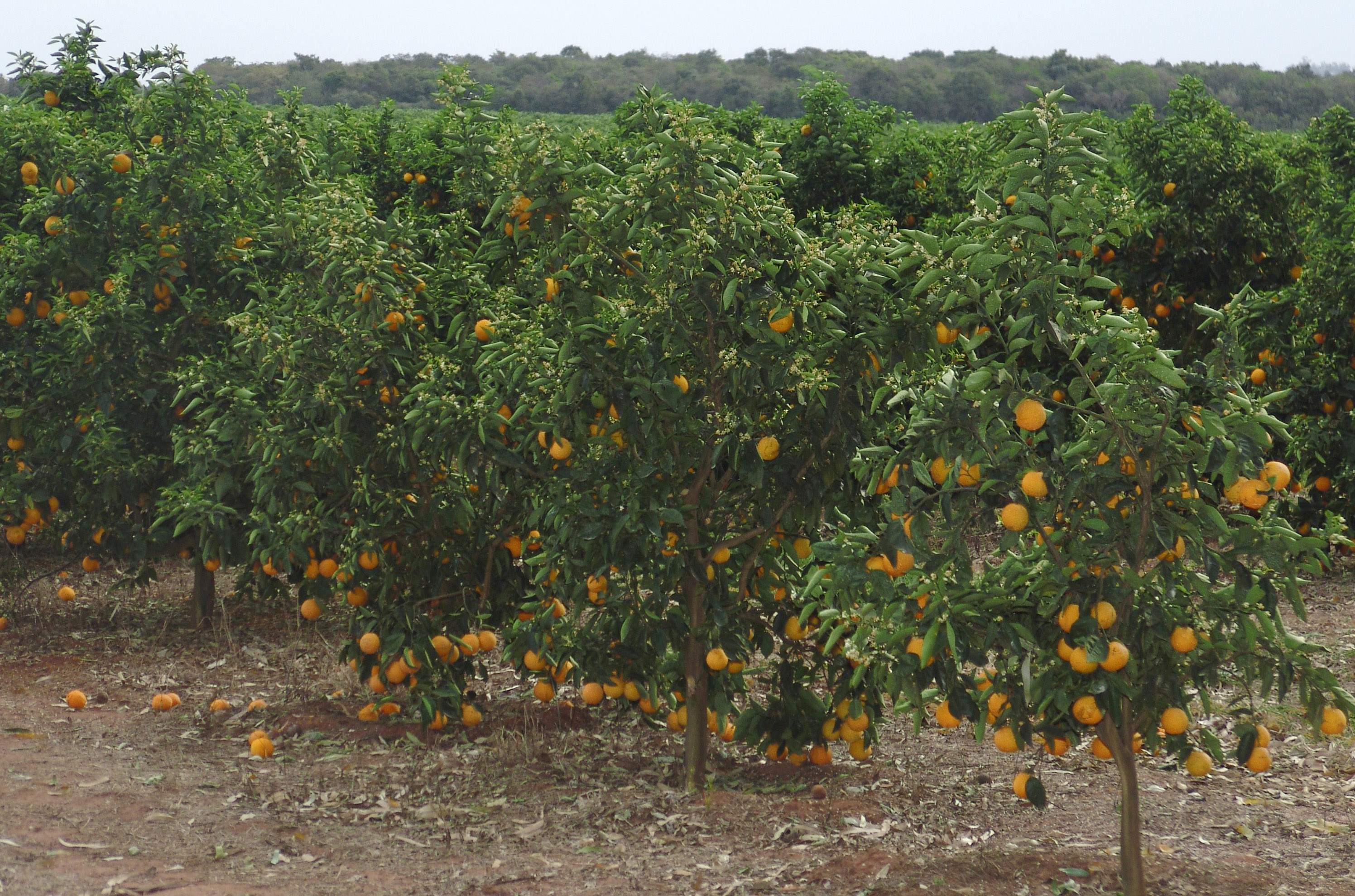
Apelsin i Sao Paulo. År 2018 var Brasilien världens största producent med 17 miljoner ton. Latinamerika producerar 30 % av världens apelsiner.

I listan över världens turistmål var Mexiko det sjunde mest besökta landet i världen 2018, med 41,4 miljoner internationella turister (och en inkomst på 22,5 miljarder US-dollar), varav en bra del vid gränsen med USA. Argentina var det 47:e mest besökta landet, med 6,9 miljoner turister (och intäkter på 5,5 miljarder US-dollar); Brasilien var den 48:e mest besökta med 6,6 miljoner turister (och intäkterna på 5,9 miljarder US-dollar); Dominikanska republiken på 49:e plats med 6,5 miljoner turister (och intäkter på 7,5 miljarder US-dollar); Chile på 53:e plats med 5,7 miljoner turister (och en inkomst på 2,9 miljarder US-dollar); Peru i position 60 med 4,4 miljoner turister (och en inkomst på 3,9 miljarder US-dollar); Colombia 65:e med 3,8 miljoner turister (och intäkter på 5,5 miljarder US-dollar); Uruguay 69:e med 3,4 miljoner turister (och en inkomst på 2,3 miljarder US-dollar); Costa Rica 74:e med 3 miljoner turister (och intäkter på 3,9 miljarder US-dollar). Observera att antalet turister inte alltid återspeglar det monetära belopp som landet får från turismen. Vissa länder spelar en högre nivå av turism och får större fördelar. Turismen i Sydamerika är fortfarande inte särskilt utvecklad: i Europa till exempel får länder årliga turistvärden som 73,7 miljarder dollar (Spanien) och får 82,7 miljoner turister eller 67,3 miljarder dollar (Frankrike) som tar emot 89,4 miljoner turister. Medan Europa tog emot 710 miljoner turister 2018, Asien 347 miljoner och Nordamerika 142,2 miljoner, Sydamerika bara 37 miljoner, Centralamerika 10,8 miljoner och Karibien 25,7 miljoner.

### Industri

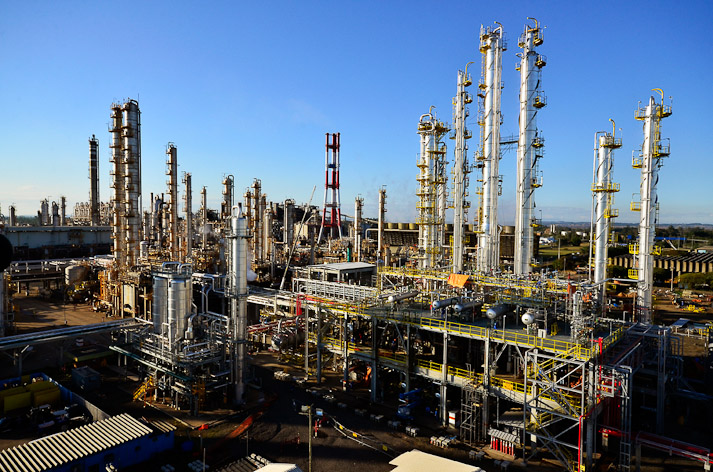
Braskem, den största brasilianska kemiska industrin

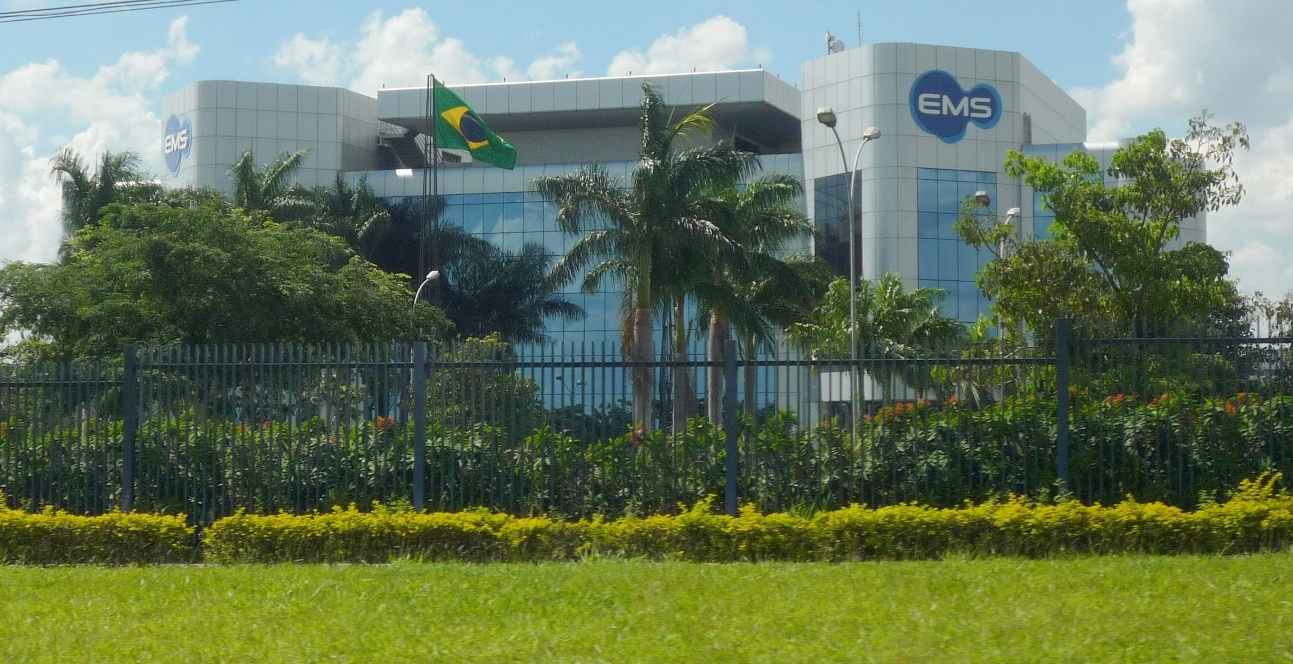
EMS, den största brasilianska läkemedelsindustrin

Världsbanken listar årligen de bästa tillverkande länderna efter totalt tillverkningsvärde. Enligt listan från 2019 skulle Mexiko ha den tolfte mest värdefulla industrin i världen (217,8 miljarder US-dollar), Brasilien har den trettonde största (173,6 miljarder US-dollar), Venezuela den trettio största (dock 58,2 miljarder US-dollar), som är beroende av olja för att få detta värde), Argentina den 31:e största (57,7 miljarder US-dollar), Colombia den 46:e största (35,4 miljarder USD), Peru den 50:e största (28 US $, 7 miljarder) och Chile den 51. största (28,3 miljarder US-dollar).
I Latinamerika är det få länder som uppskattar industriell verksamhet: Brasilien, Argentina, Mexiko och, mindre framträdande, Chile. Börjat sent fick industrialiseringen i dessa länder ett stort uppsving från andra världskriget: detta hindrade krigsländerna från att köpa de produkter de var vana vid att importera och exportera det de producerade. På den tiden kunde de dra nytta av den rikliga lokala råvaran, de låga lönerna till arbetskraften och en viss specialisering från invandrare, länder som Brasilien, Mexiko och Argentina, liksom Venezuela, Chile, Colombia och Peru. genomföra stora industriparker. I dessa länder finns det i allmänhet industrier som kräver lite kapital och enkel teknik för installation, såsom livsmedelsbearbetning och textilindustri. Basindustrin (stål, etc.) sticker också ut, liksom metallurgiska och mekaniska industrier.
Industriparkerna i Brasilien, Mexiko, Argentina och Chile uppvisar mångfald och producerar avancerade teknologiprodukter. I de övriga länderna i Latinamerika, främst i Centralamerika, dominerar bearbetningsindustrin för primärprodukter för export.
Brasilien är den industriella ledaren i Latinamerika. Livsmedelsindustrin i Brasilien var 2019 den näst största exportören av bearbetade livsmedel i världen. 2016 var landet den näst största tillverkaren av cellulosa i världen och den åttonde tillverkaren av papper. I skodonsindustrin rankades Brasilien fyra bland världsproducenter. 2019 var landet den åttonde största tillverkaren av fordon och den nionde största tillverkaren av stål i världen. Brasils kemisk industri rankade 8:e i världen 2018. Inom textilindustrin är Brasilien, även om det var bland de 5 största globala tillverkarna 2013, väldigt lite inblandad i världshandeln. Inom flygindustrin har Brasilien Embraer, den tredje största flygplanstillverkaren i världen, endast bakom Boeing och Airbus.

## Bilder

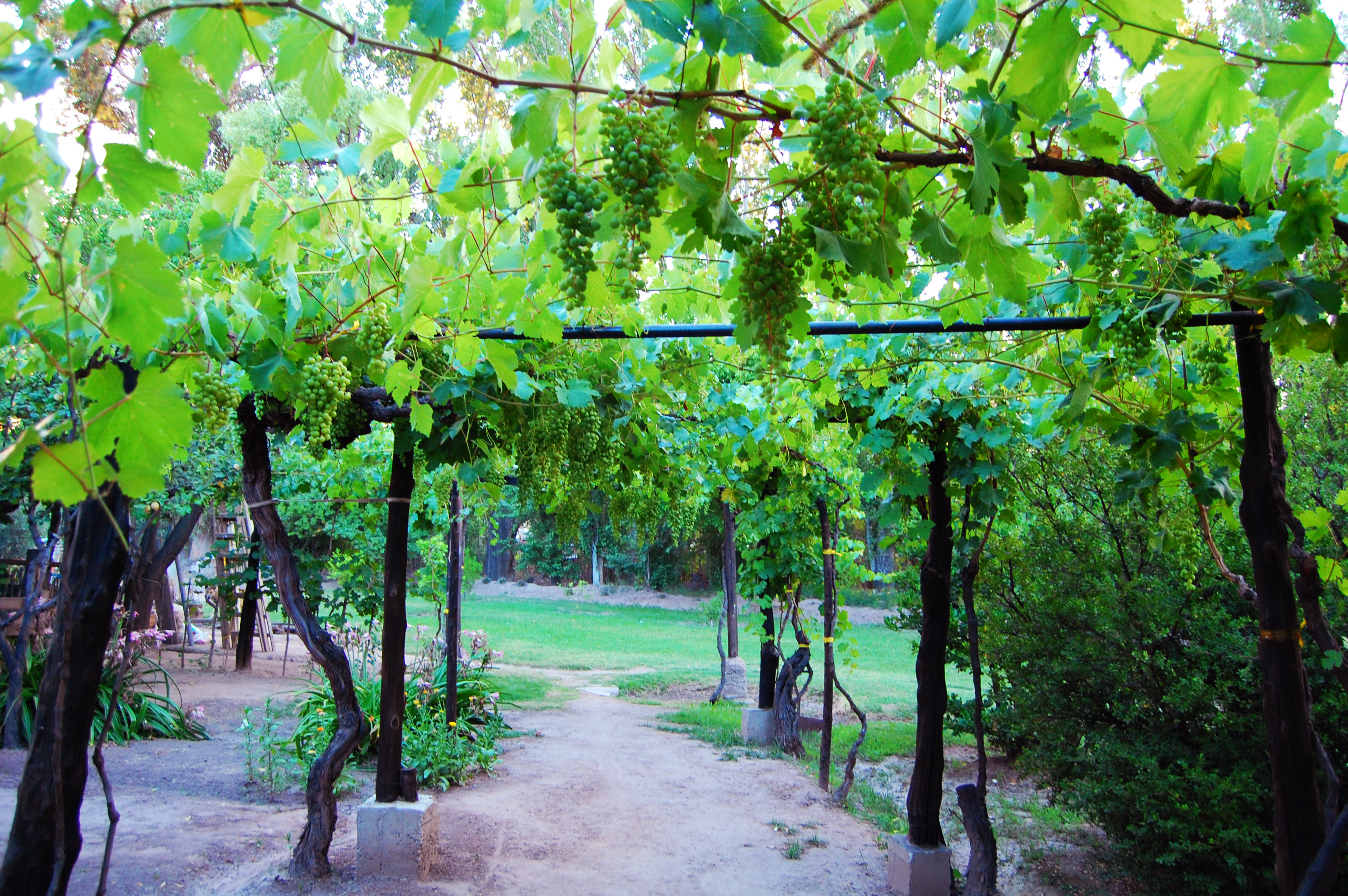
Druvplantage i Argentina. Argentina och Chile är bland de 10 största druv- och vinproducenterna i världen och Brasilien bland de 20 största.
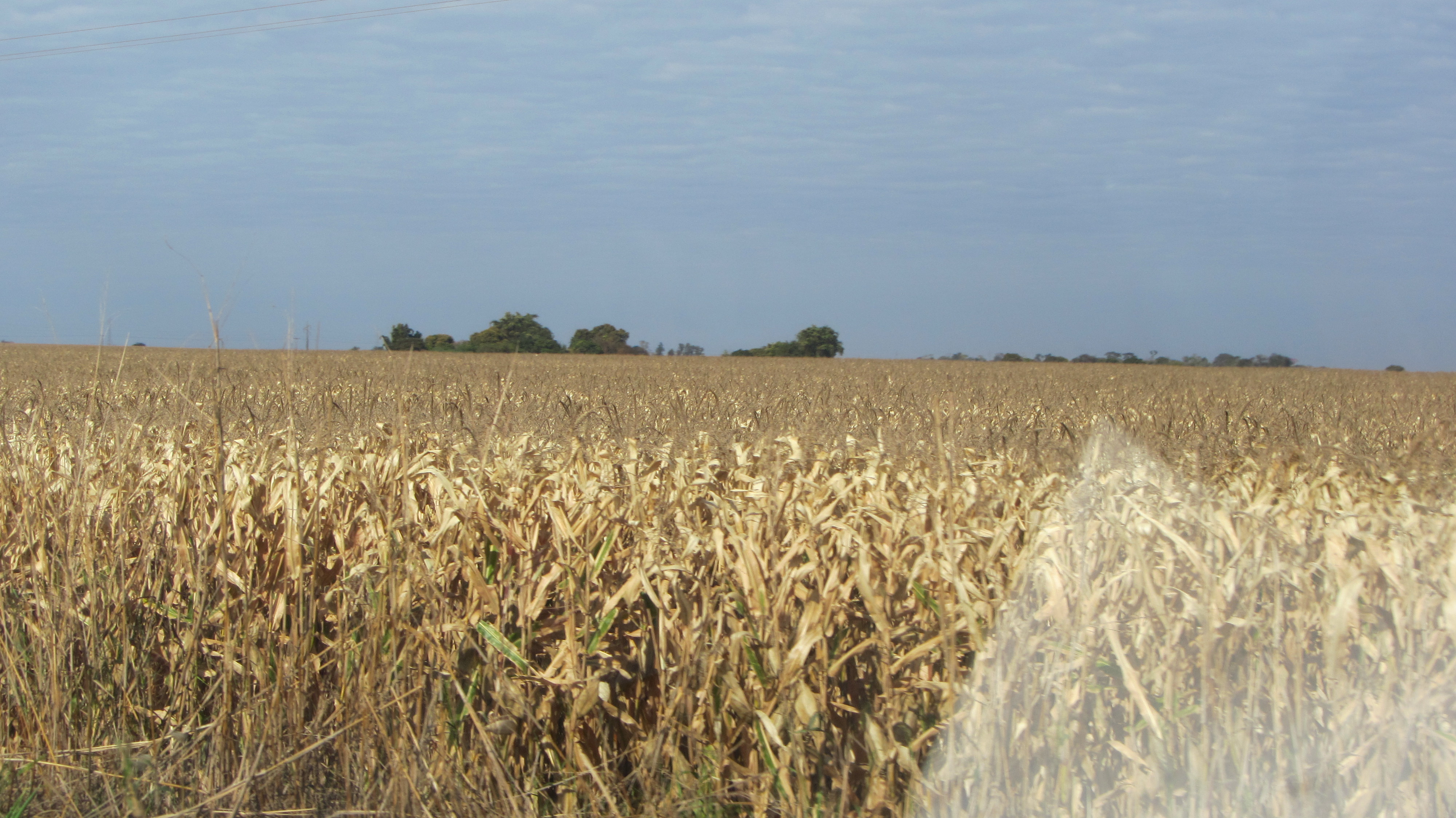
Majs i Dourados. Brasilien, Argentina och Mexiko är bland de 10 största världsproducenterna.
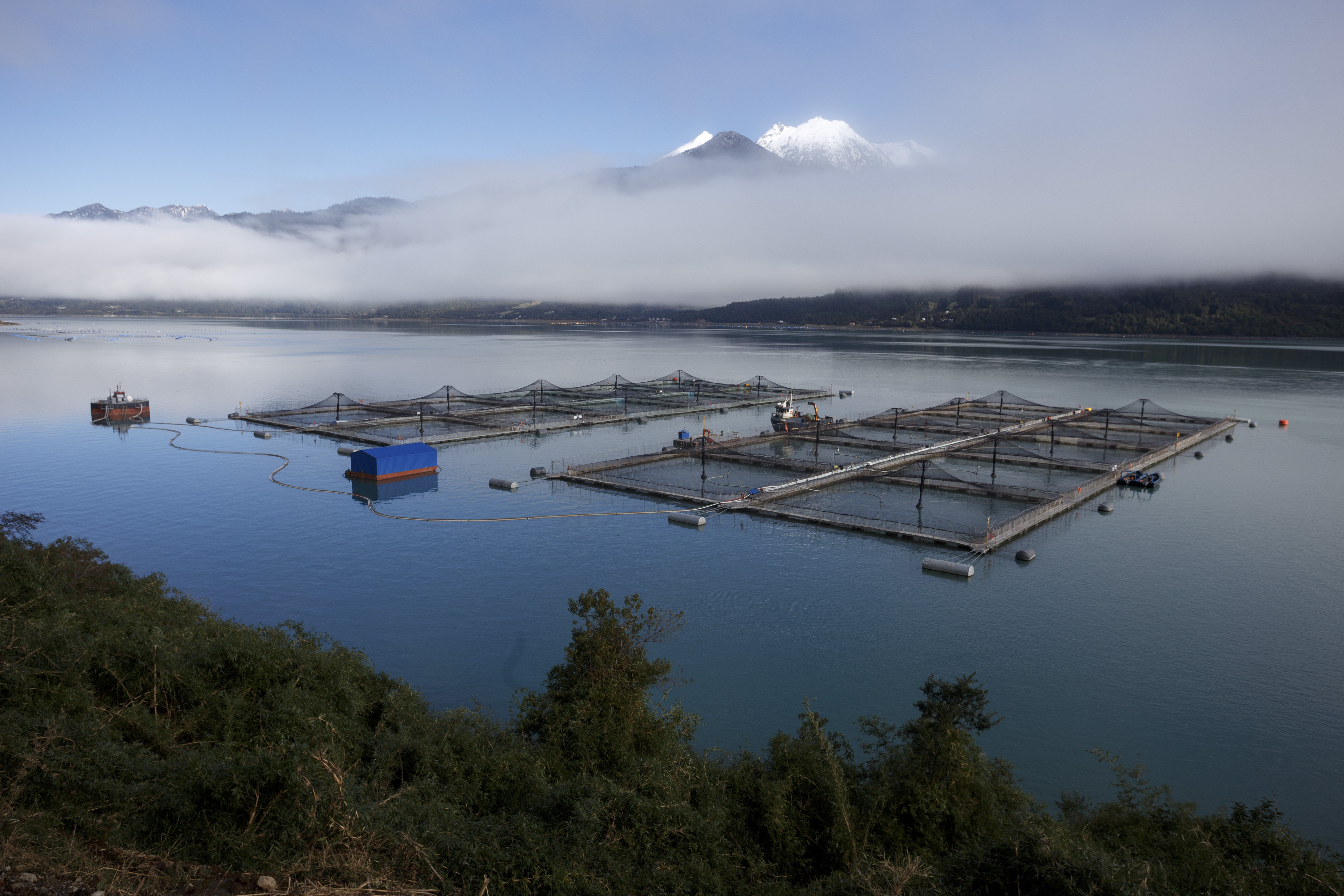
Laxuppfödning i Chile. En tredjedel av all lax som säljs i världen kommer från landet.
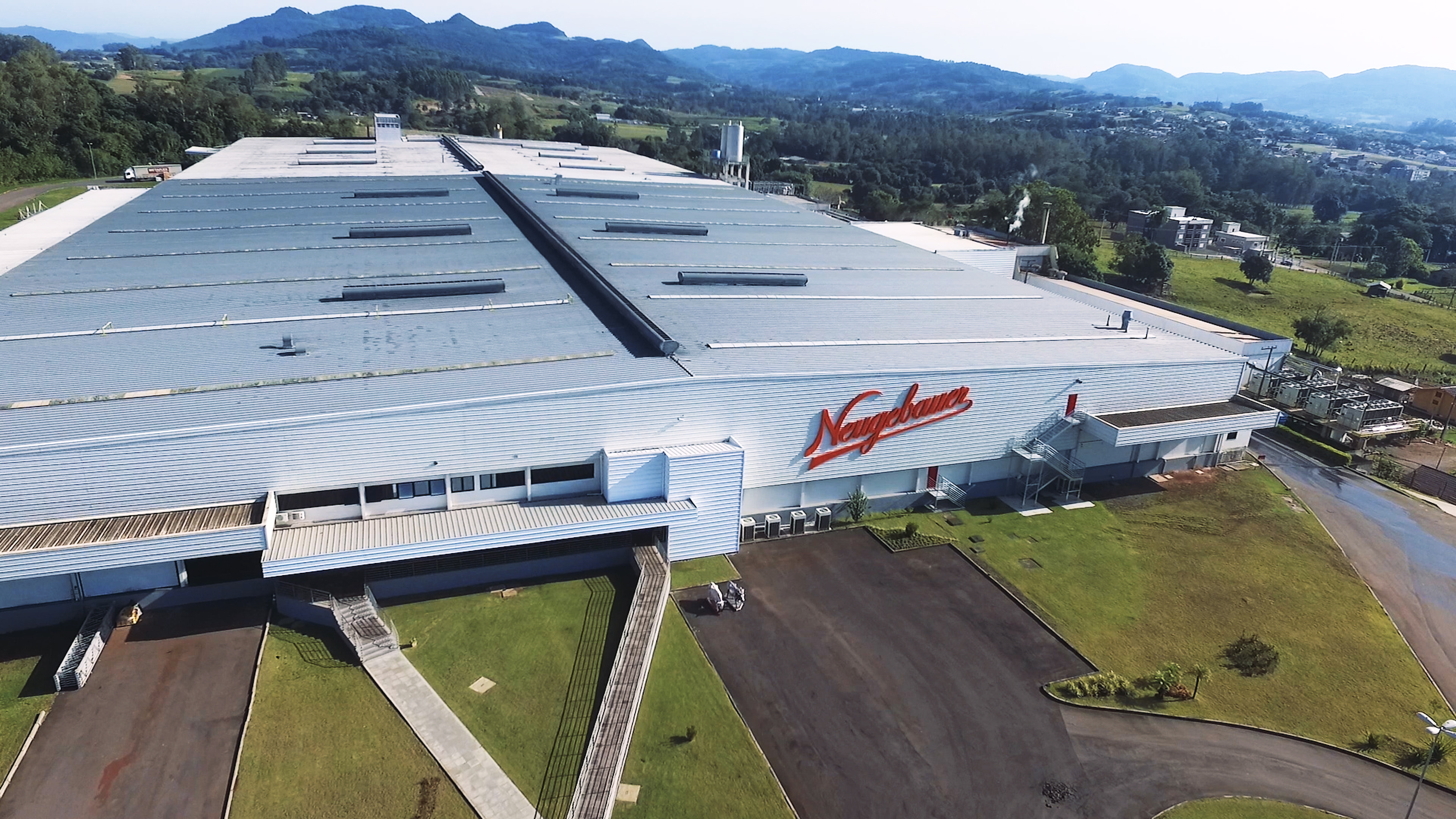
Neugebauer Chokladfabrik i Arroio do Meio. Latinamerika är specialiserade på livsmedelsbearbetning.
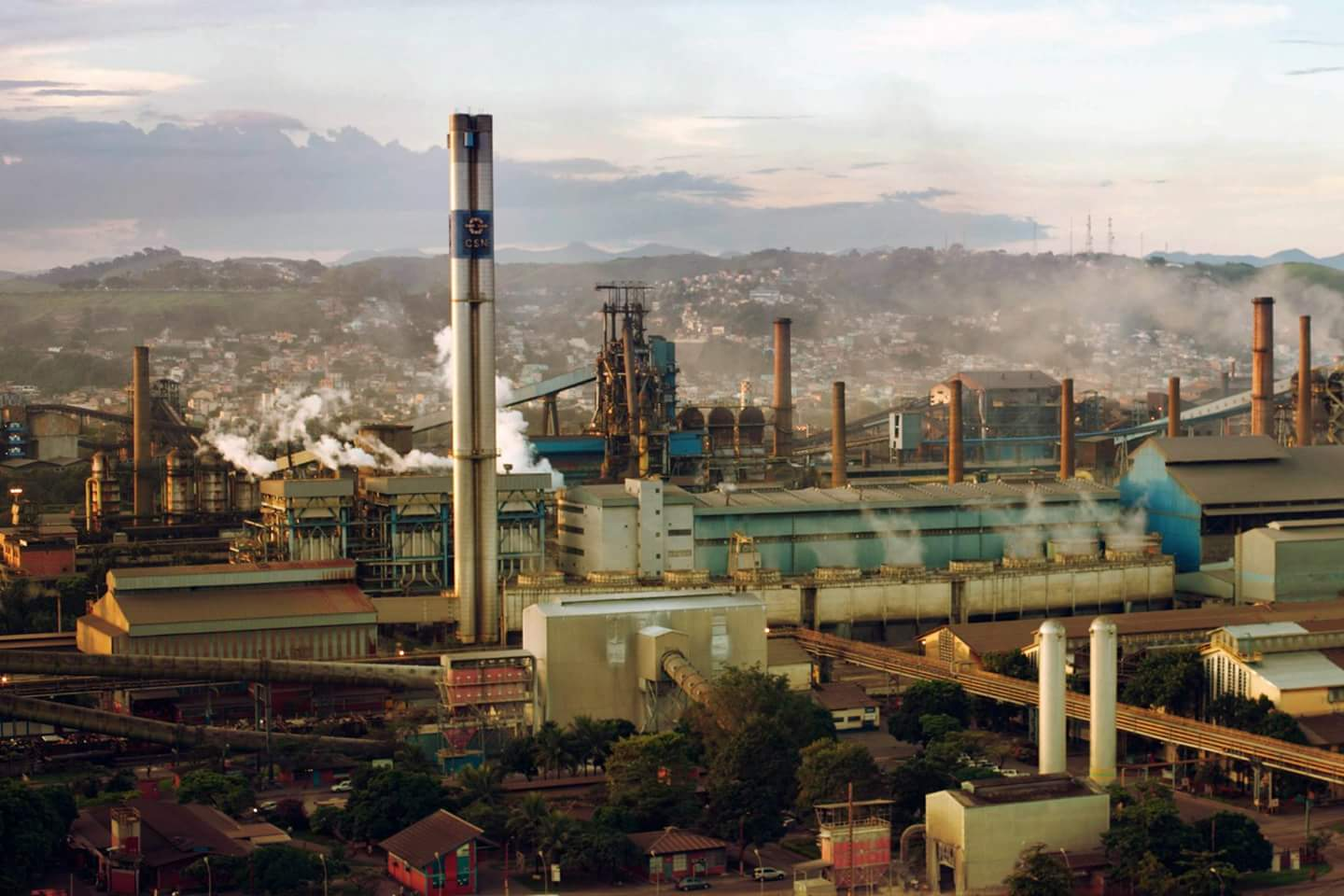
Ståltillverkare CSN, i Volta Redonda. Brasilien är en av de tio största stålproducenterna i världen. Mexiko är en av de 15 största och Argentina en av de 30 största.
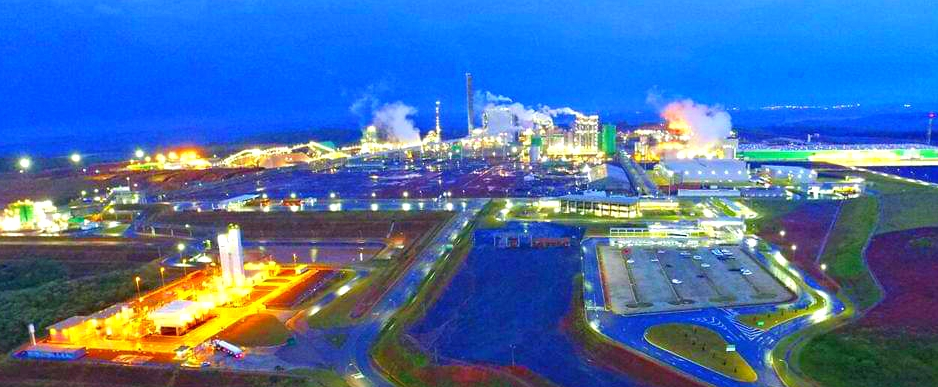
Klabin industrikomplex, i Ortigueira. Brasilien är den näst största massaproducenten och den åttonde största papperstillverkaren i världen.
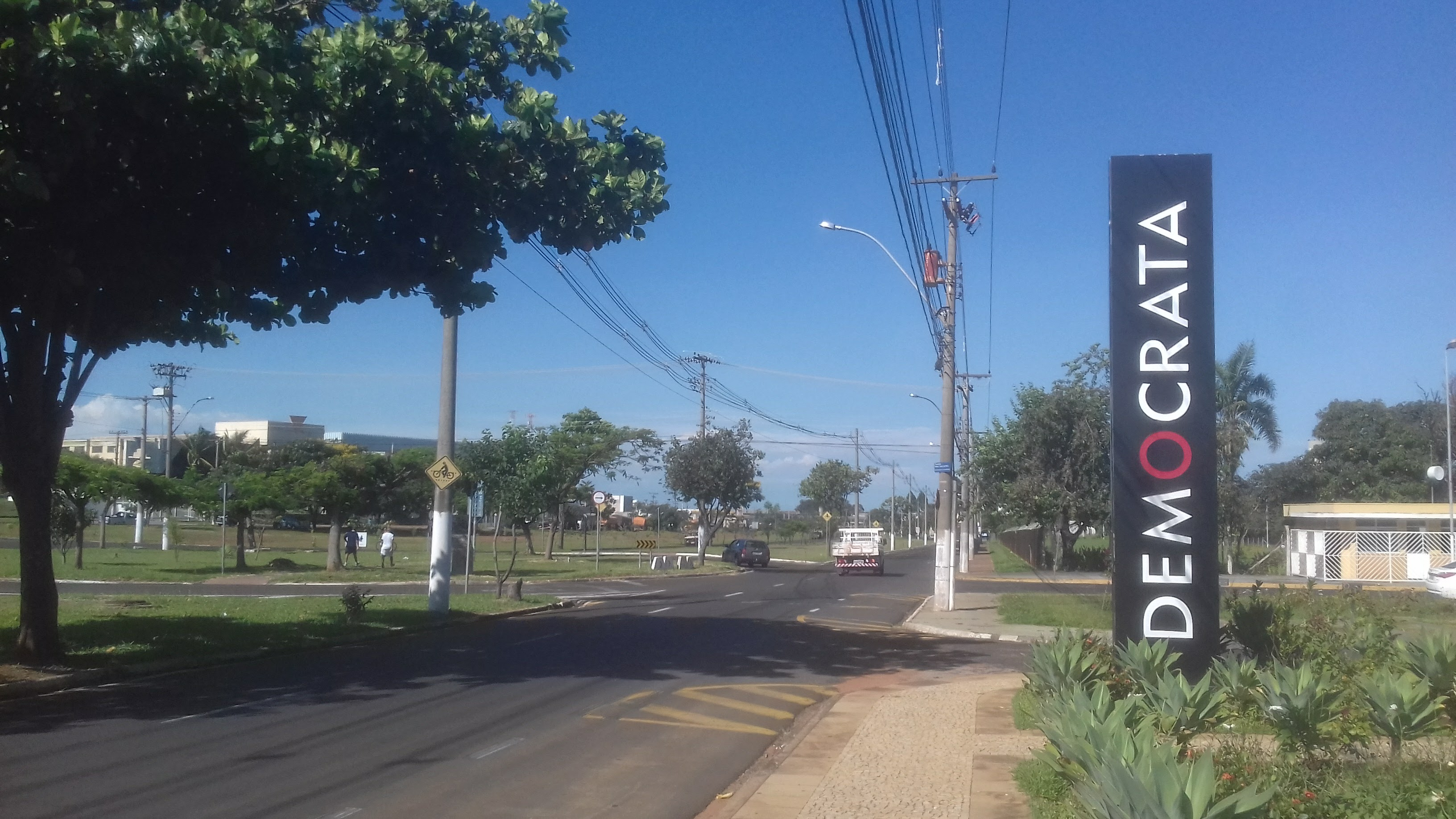
Portico för Democrata herrskorfabrik i Franca. Brasilien är den fjärde största skotillverkaren i världen.
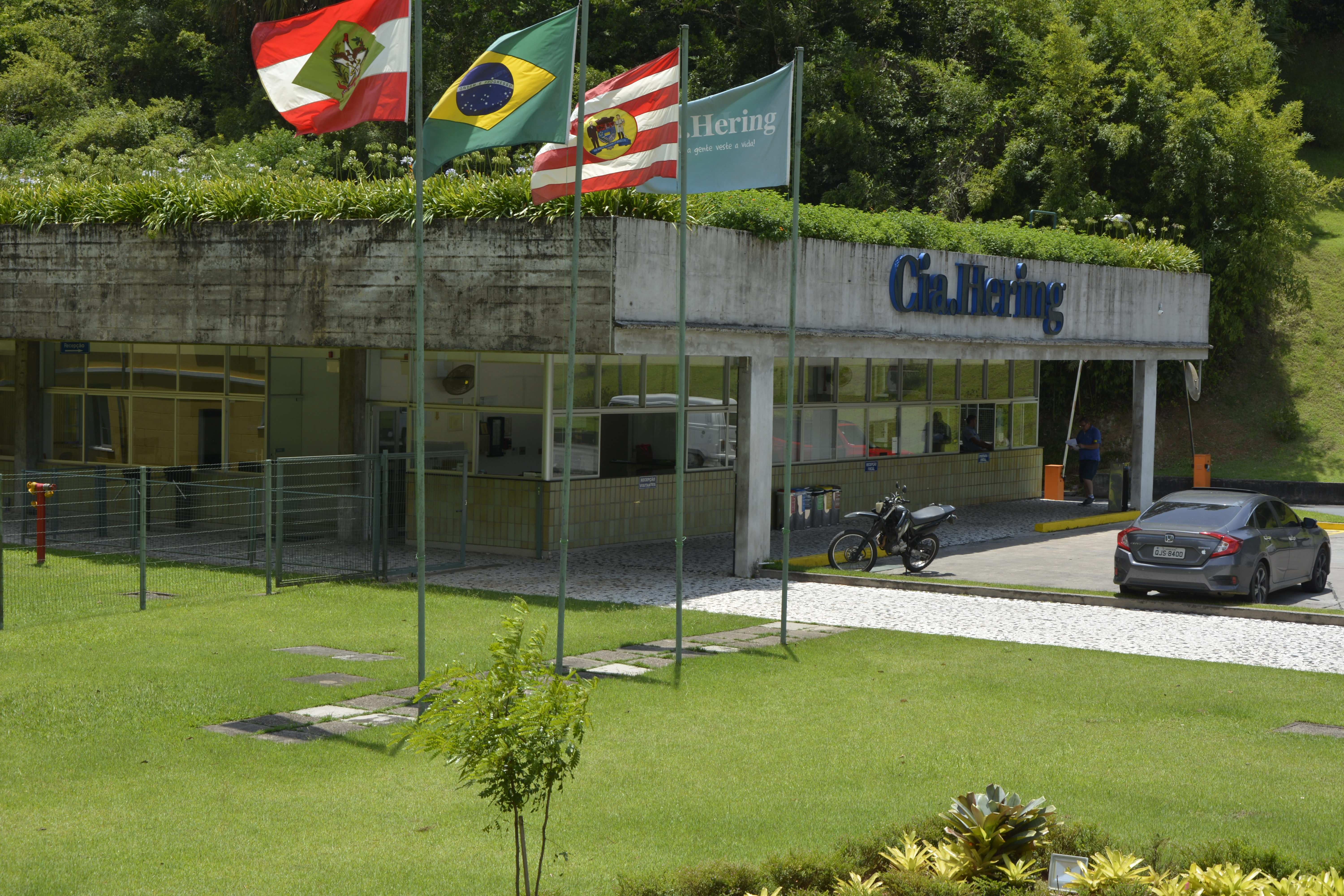
Hering, i Santa Catarina, Brasilien. Landet har en av de 5 största textilindustrin i världen.
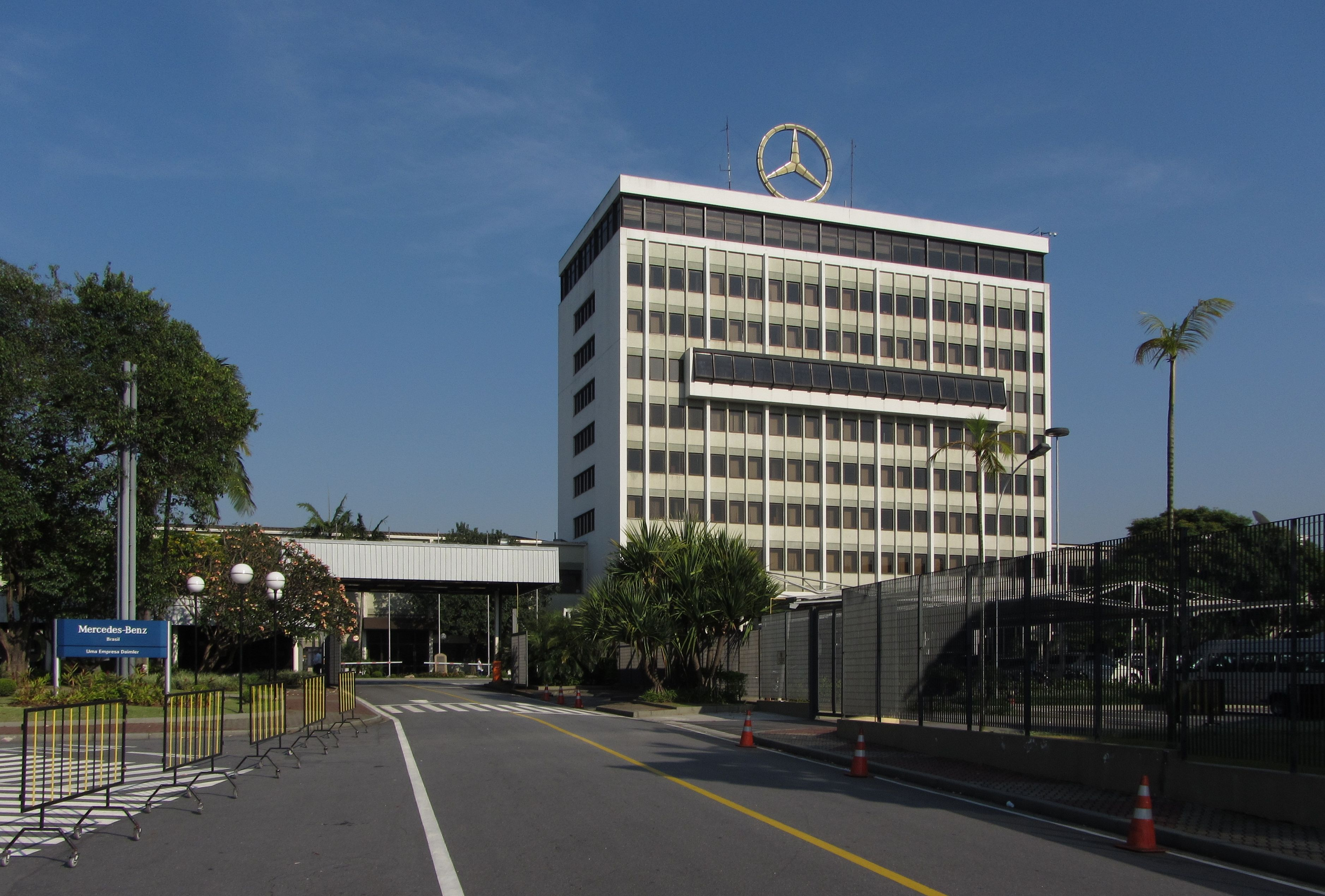
Mercedes-Benz fabrik i São Paulo. Mexiko och Brasilien är bland de 10 största fordonstillverkarna i världen och Argentina bland de 30 största.
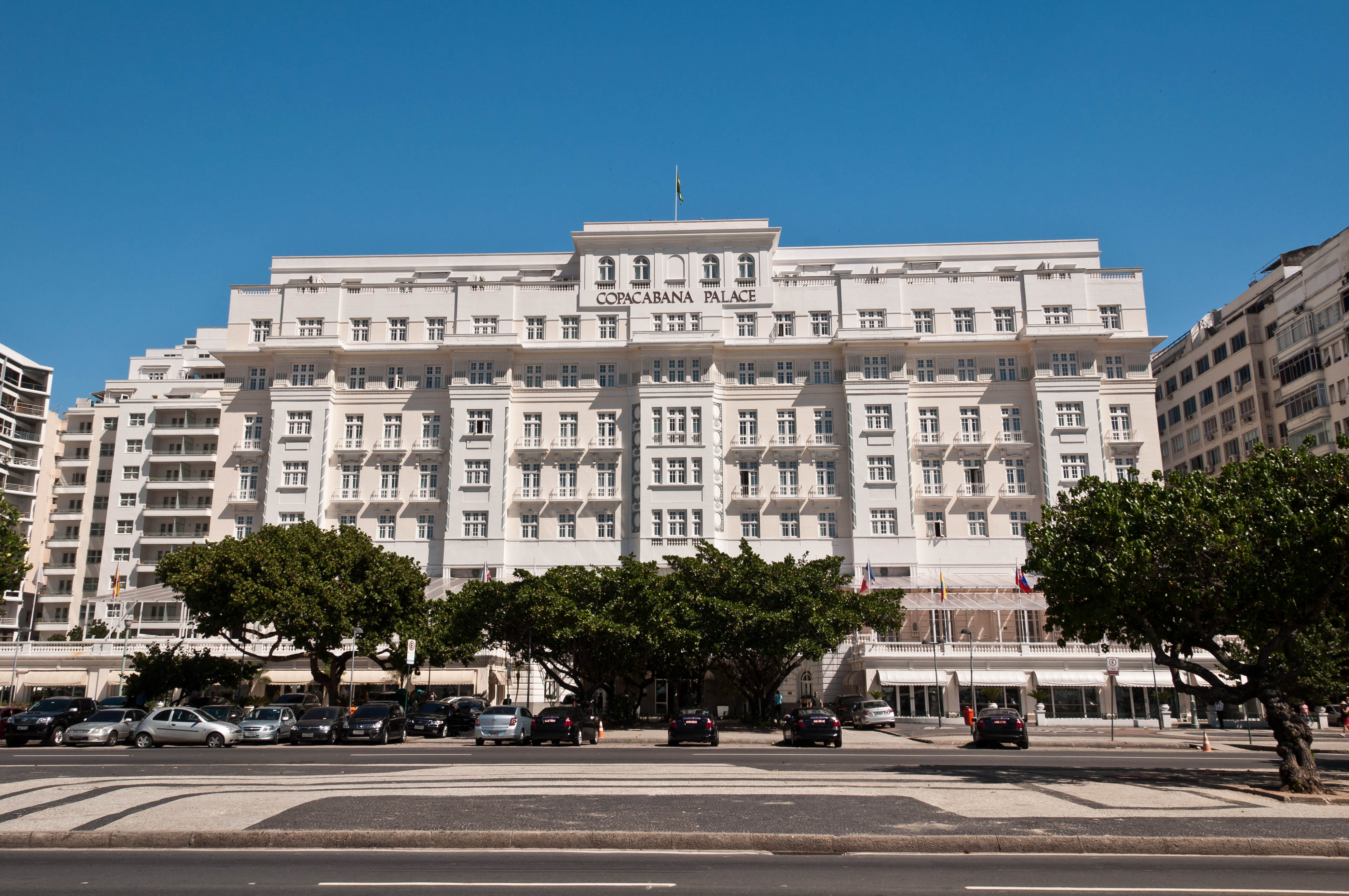
Copacabana Palace, ett hotell i Rio de Janeiro. Turismen ger viktiga inkomster.
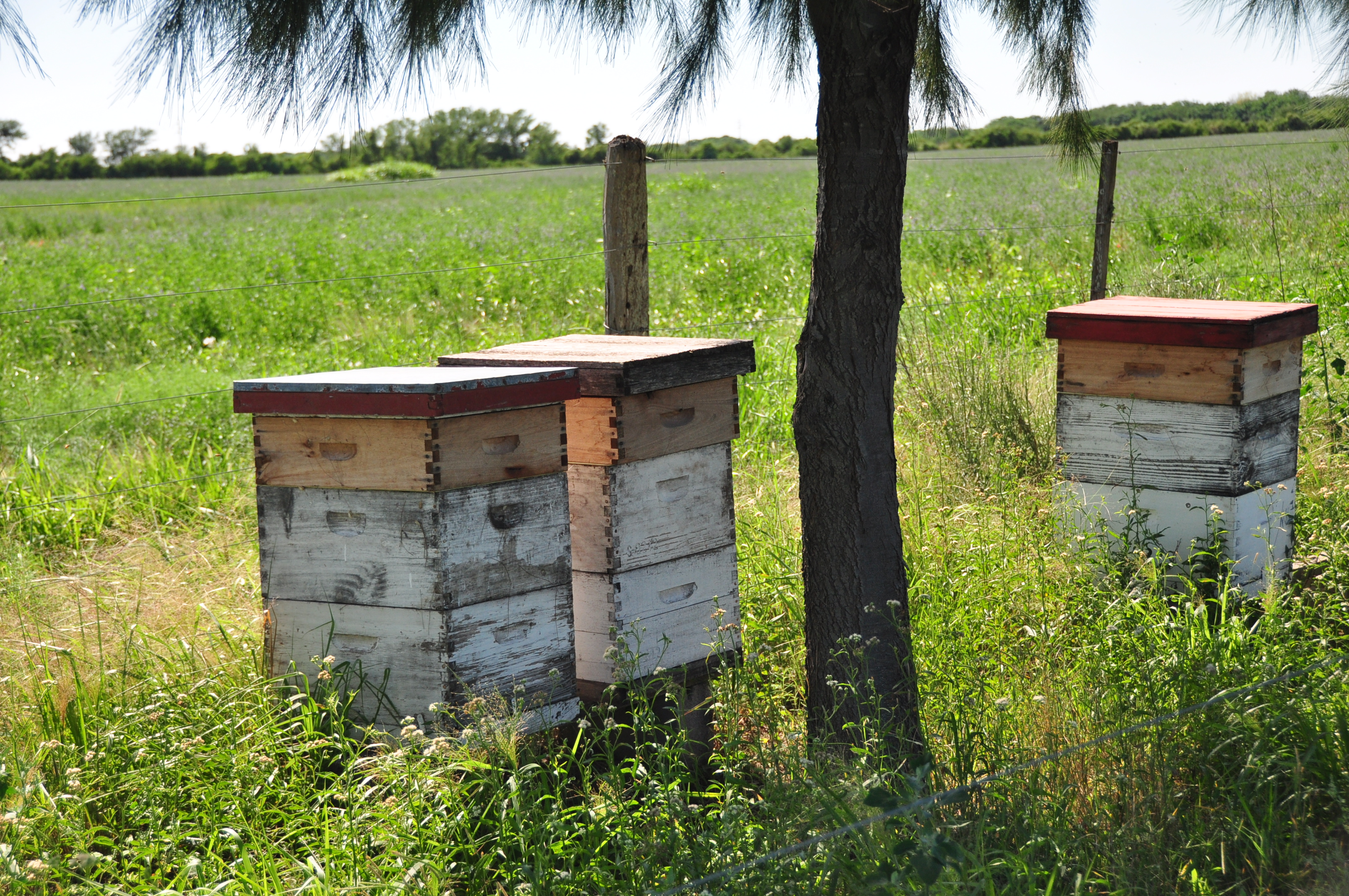
Honungsproduktion i Argentina. Landet är den tredje största producenten av honung i världen.
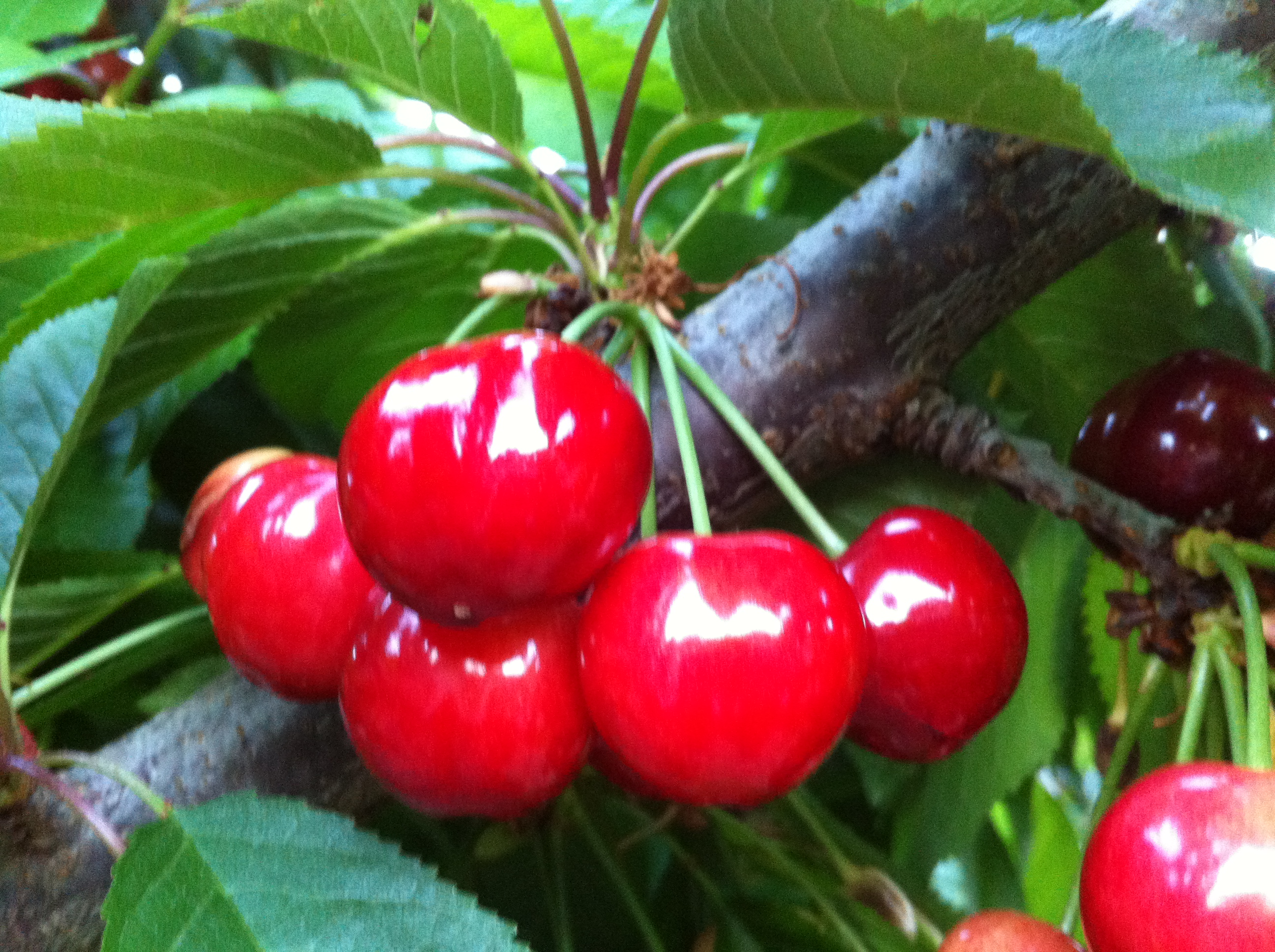
Chilenska körsbär. Chile är en av de fem bästa producenterna av söta körsbär i världen.
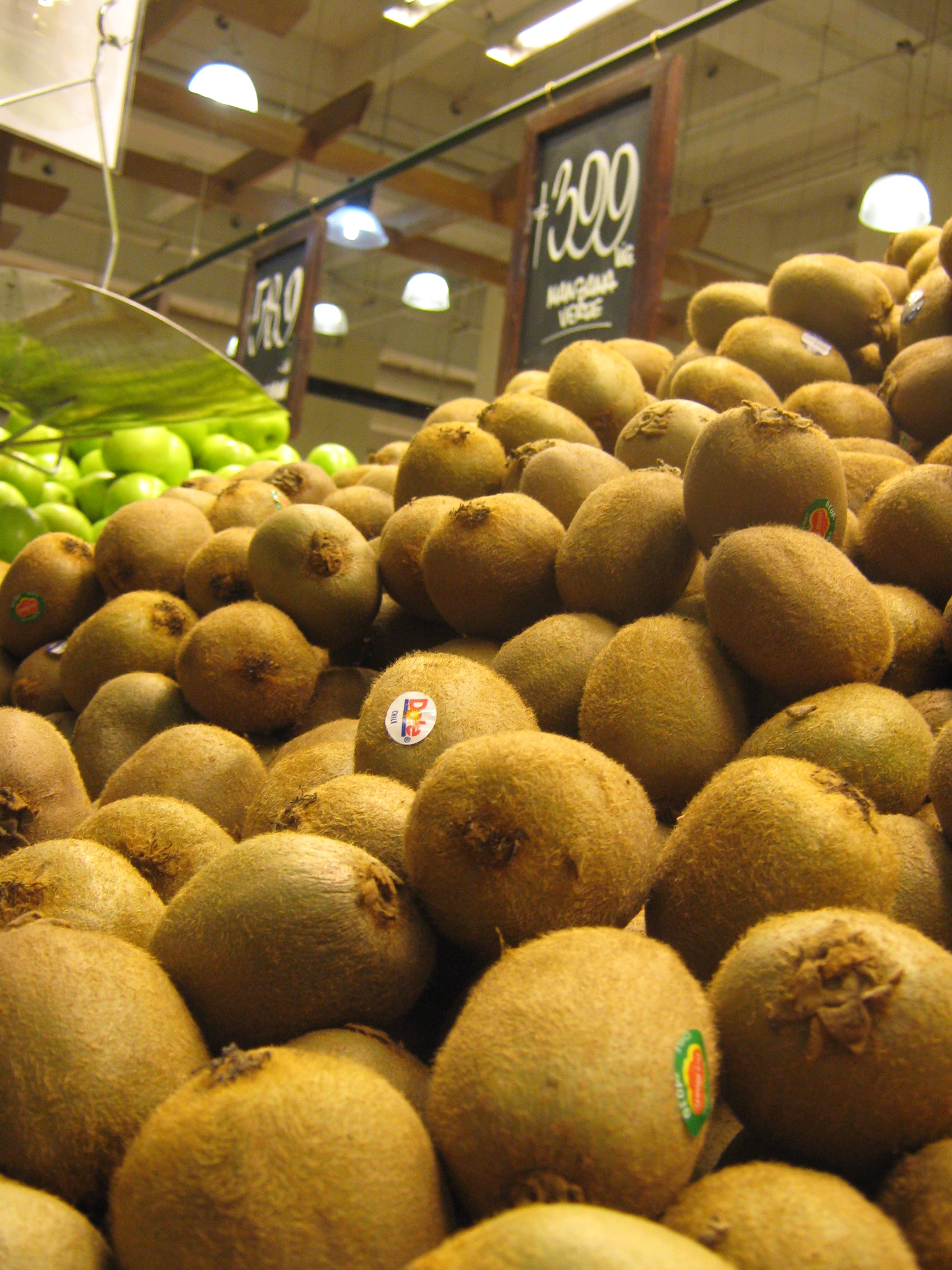
Chilensk kiwi. Landet är en av de tio största kiwiproducenterna i världen.
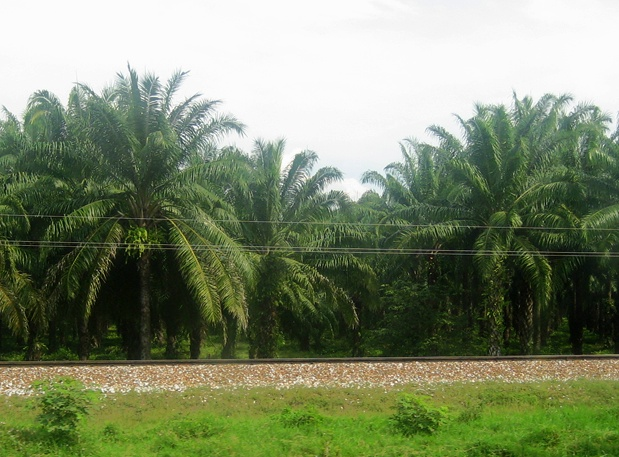
Palmplantage i Magdalena. Colombia är en stor producent a palmolja.
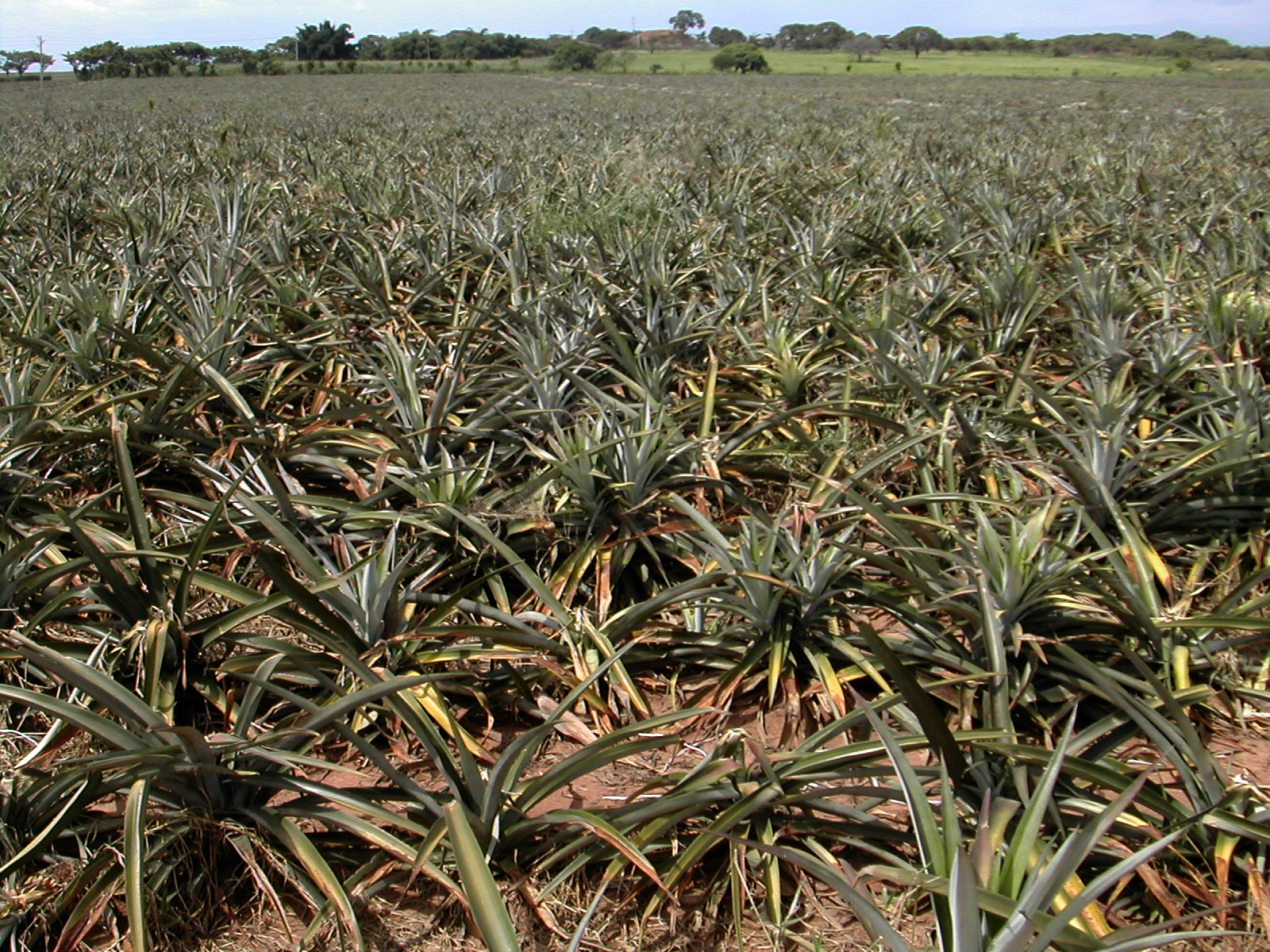
Ananas i Veracruz, Mexiko. Latinamerika producerar 35% av världens ananas.